# Haga kyrka
För kyrkobyggnaderna i Haga, Helsingfors, se Norra Haga kyrka och Södra Haga kyrka. Se också Hagakyrkan.
Haga kyrka är en kyrkobyggnad som tillhör Sigtuna församling i Uppsala stift. Kyrkan ligger i Haga socken omkring sju kilometer norr om Sigtuna i närheten av Garnsviken som är en del av Mälaren.

## Kyrkobyggnaden
Kyrkan består av ett rektangulärt långhus med smalare rakt avslutat kor i öster. I norr står en vidbyggd sakristia och i väster en tillbyggnad som troligen är ett påbörjat torn, men som idag fungerar som vapenhus. Kyrkans putsade murar består huvudsakligen av gråsten med tegel i gavelröstena. Långhus, kor och sakristia har sadeltak täckta av plåt.

### Tillkomst och medeltida ombyggnader
Kyrkans byggnadshistoria har varit föremål för olika tolkningar. En noggrannare granskning genomfördes 1974 i samband med en yttre restaurering, då all puts avlägsnades och man kunde studera skarvar och påbyggnader i murverket. Även takstolarna frilades och kunde studeras mer ingående. Enligt den då uppkomna tolkningen skulle sakristian vara kyrkans äldsta del och från början vara uppförd i anslutning till en träkyrka. Därefter uppfördes nuvarande korparti av sten med tjockare murar än sakristians. Efter koret tillkom nuvarande långhus med välbevarade medeltida takstolar. Vid sista etappen uppfördes västra tillbyggnaden, troligen med avsikt att bygga på ett torn. Långhuset öppnades upp mot västra tillbyggnaden genom bygget av en stor båge. Triumfbågen mellan kor och långhus, som tidigare varit smal, ersattes med en stor båge av tegel. Samtidigt tillkom troligen ett vapenhus i söder. Innertaket i kor och långhus försågs med tegelvalv, vilket troligen ägde rum under 1400-talets första hälft. Valven kan vara samtida med långhuset eller ha tillkommit senare. Kyrkobyggandet pågick mer än hundra år, från 1200-talet fram till början av 1400-talet.

### Ombyggnader efter medeltiden
Under 1700-talet genomfördes några reparationer och förändringar. Vid mitten av 1700-talet förstorades fönstren och nya fönster togs upp. Nuvarande slutna bänkinredning tillkom år 1763 och innehåller delar av målade bänkskärmar från 1600-talet. 1781 revs vapenhuset och dess stenar användes till att reparera bogårdsmuren. Samma år lades tegelgolv i kyrkorummet. Under 1780-talet byggdes orgelläktaren i väster. 1787 reparerades sakristian och försågs med kakelugn. Ett nytt fönster togs upp i sakristians norra vägg. Vid början av 1900-talet belades taket med tegel ovanpå träspån från 1700-talet. 1932 reparerades kyrkan under ledning av arkitekt Erik Fant. Kyrkorummet restaurerades och ett medeltida altarskåp sattes upp vid korets östra vägg ovanför altaret. Altarskåpet hade tidigare varit placerat ovanför ingången till sakristian. Samtidigt installerades elektricitet. Åren 1974-1975 genomfördes senaste renoveringen under ledning av arkitekt Jerk Alton. Renoveringen utfördes i två etapper. Takteglet från början av 1900-talet avlägsnades och ersattes med plåt. Även underliggande spån från 1700-talet avlägsnades för att lätta trycket på takstolen.
All puts på ytterväggar och innerväggar avlägsnades och ersattes med ny. Ytterväggarna fick en rosa puts efter färgprover som hittades under det tidigare vita putslagret. Inredning och inventarier renoverades. Dekorationsmålning på läktarbarriär och predikstolstak togs fram. Altarskåpet konserverades under ledning av konservator Gösta Lindström.

## Inventarier
- Kyrkans äldsta inventarier är en dopfunt i sandsten och ett rökelsekar i malm. Bägge är från 1200-talets början. Rökelsekaret är välbevarat och har kedjorna i behåll. I dopfunten finns ett dopfat av mässing som skänktes till kyrkan 1938.
- Högaltarskåpet är från slutet av 1400-talet och kan vara tillverkat av dominikanerbröderna i Sigtuna.
- Ett Mariaskåp från 1500-talets början såldes 1895 till Historiska museet.
- Predikstolen, som tillverkades 1760 av Magnus Granlund, är marmorerad i grågrönt och har förgyllda sniderier. Tillhörande timglas i förgylld träställning är inköpt 1757.
- Nuvarande altare och altarring tillkom vid mitten av 1700-talet.
- Ett altarkrucifix är enligt en inskription skänkt till kyrkan 1763.
- Nuvarande orgel är byggd 1968 av Gebrüder Jemlich i Dresden. Först användes orgeln i Mariakyrkan i Sigtuna och kom 1970 till Haga kyrka.

### Orgel
- 1819 Köptes en orgel från Närtuna kyrka in med 3 stämmor. Den sattes upp i kyrkan av Johan Eric Westrell, Närtuna. Orgeln stod före 1728 i Mörby slottskapell. Verket hade från början ett valsverk som styrdes med en vev och man kunde då spela vissa psalmer. Orgeln reparerades 1763 av Gabriel Lind, Vaxholm. Orgeln med fasad finns idag magasinerad i kyrkan.
- Före 1971 användes ett harmonium.
- Den nuvarande orgeln byggdes 1971 av Gebrüder Jehmlich, Dresden, Tyskland. Först användes orgeln i Mariakyrkan i Sigtuna och kom 1970 till Haga kyrka. Orgeln är mekanisk med slejflådor. Tonomfånget är på 54/25.

| Manual        | Pedal   |
| Gedackt 8´    | Bihängd |
| Rörflöjt 4'   |         |
| Principal 2'  |         |
| Kvinta 1 1/3' |         |
| Mixtur II     |         |

## Bildgalleri

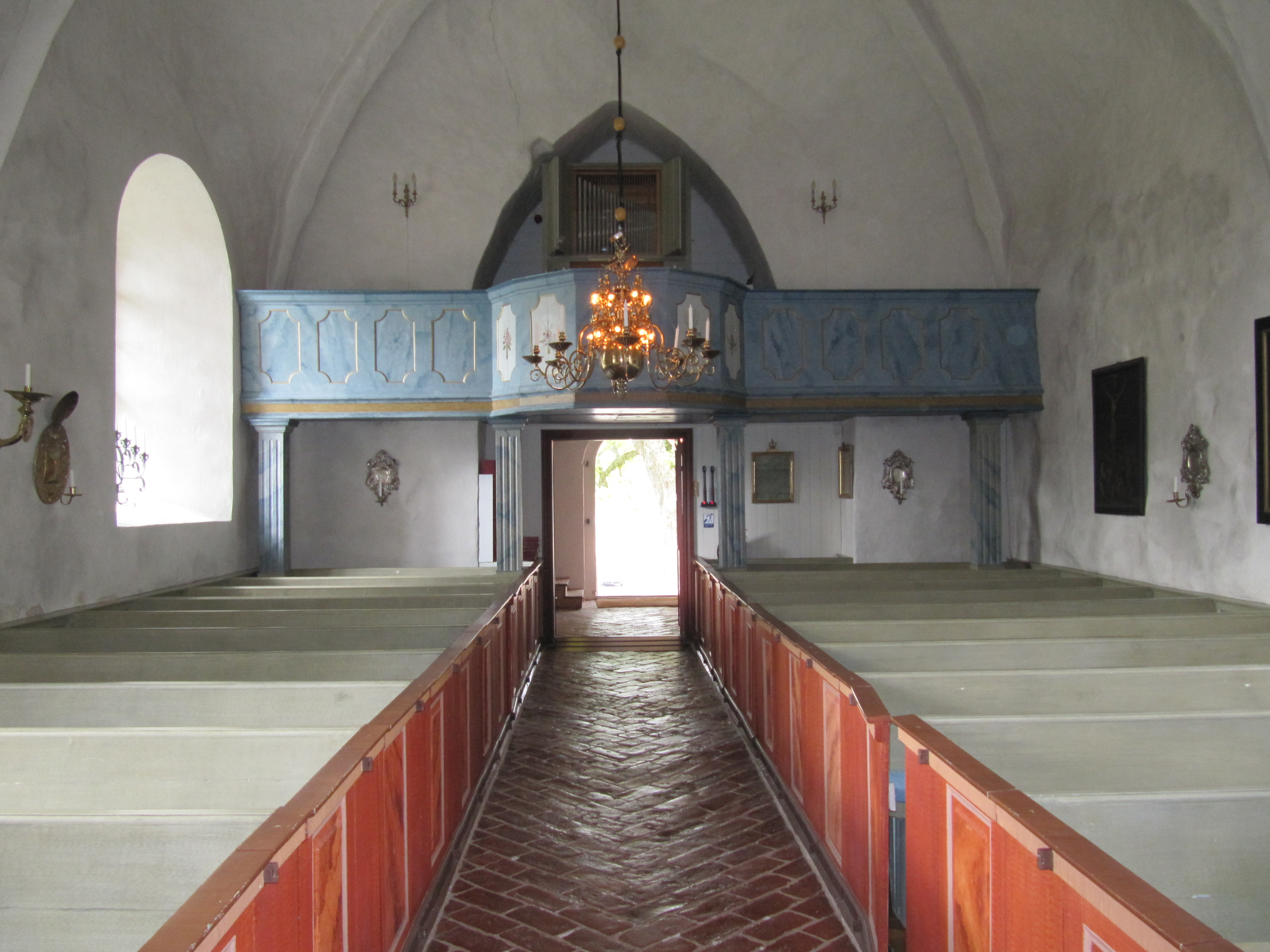
Kyrkorum i riktning mot orgelläktaren
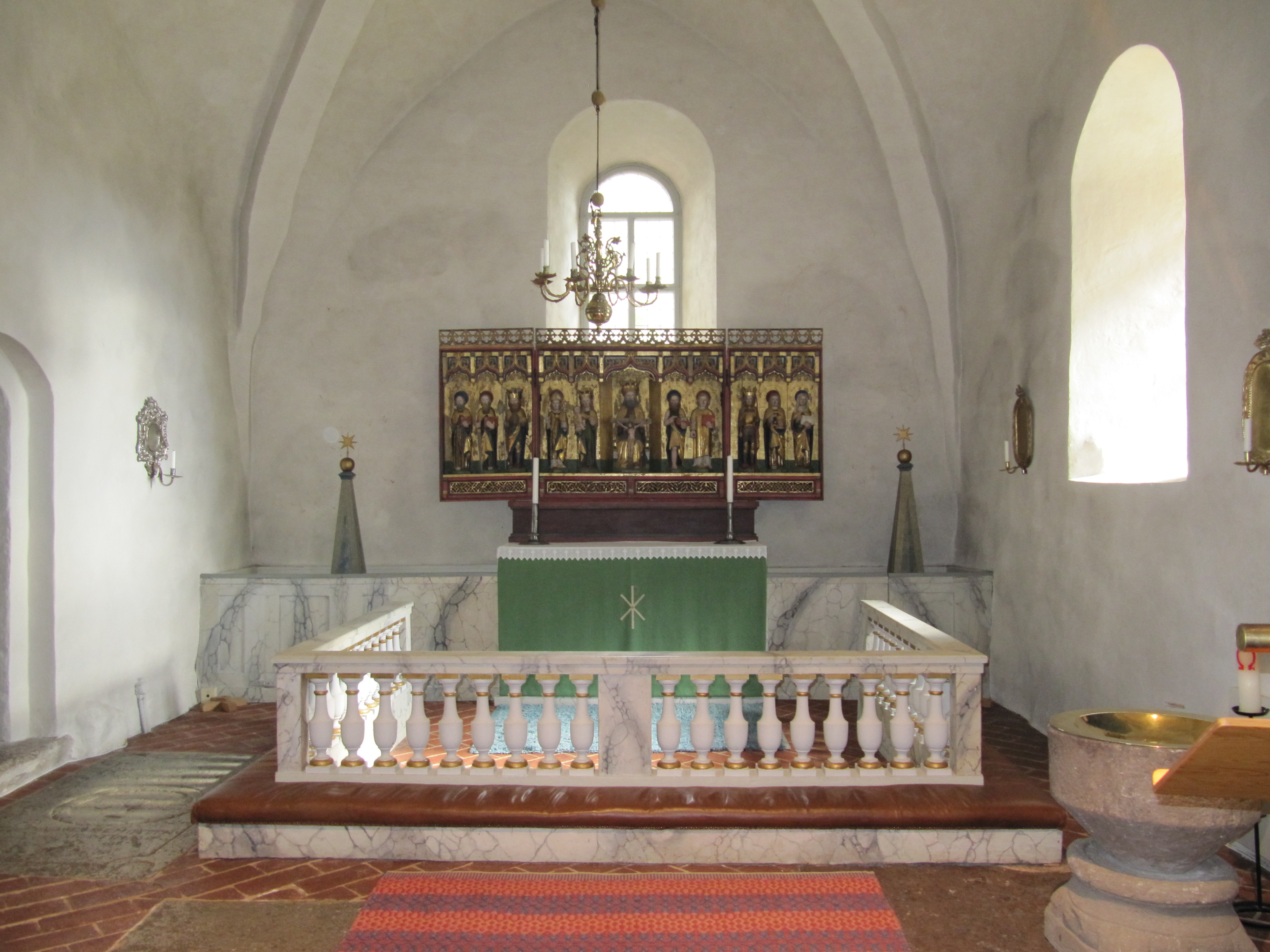
Kor
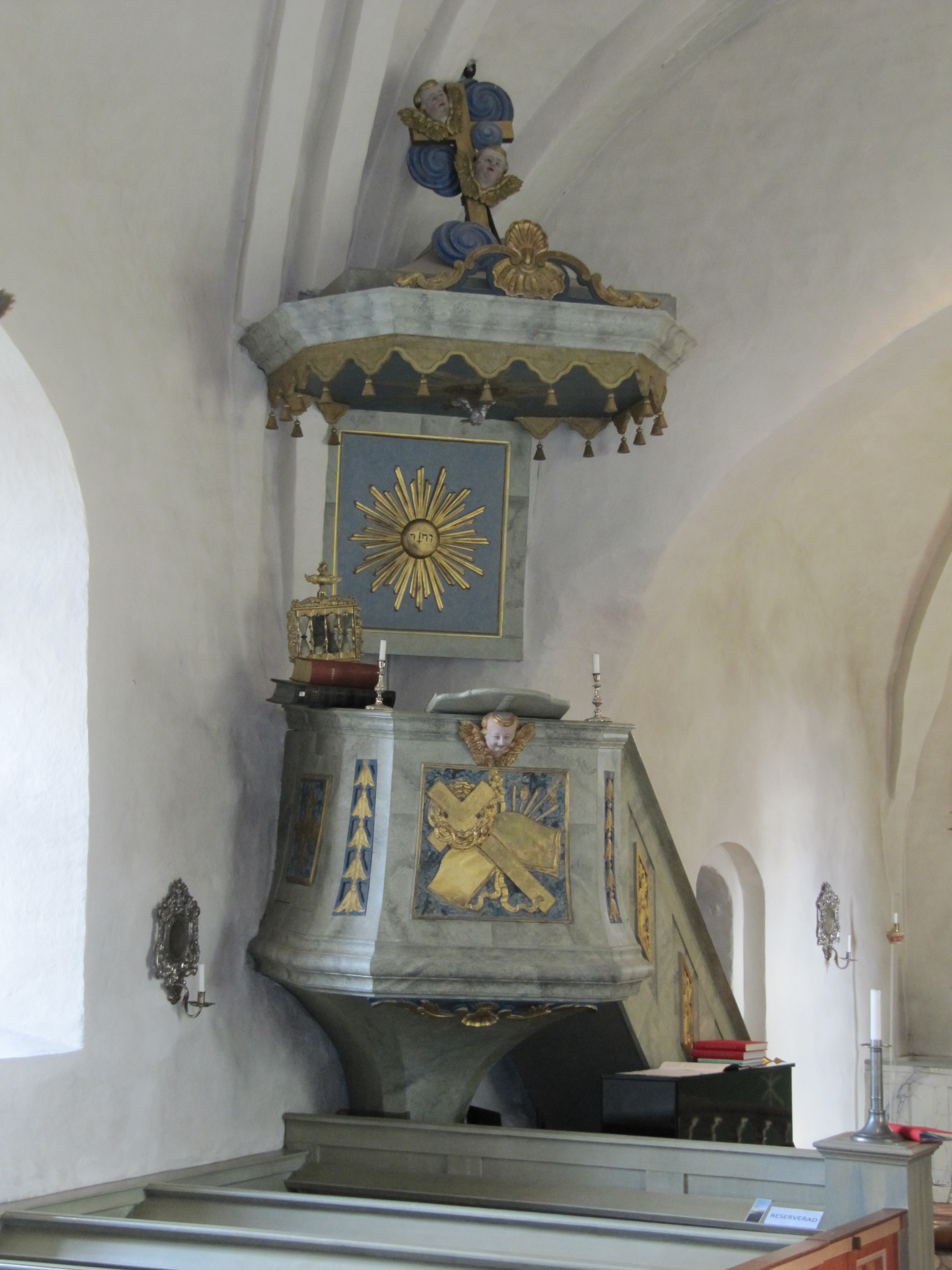
Predikstol
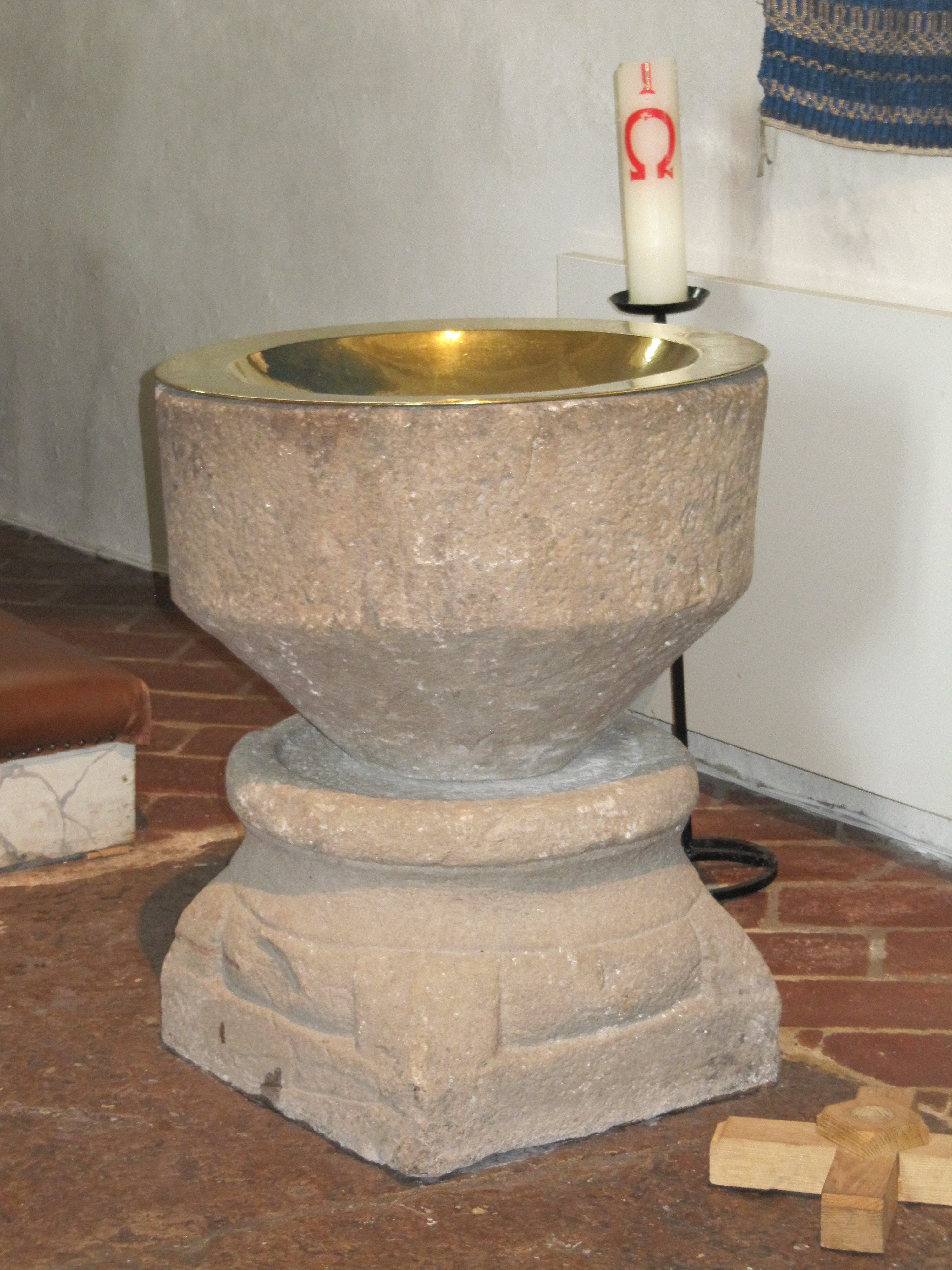
Dopfunt
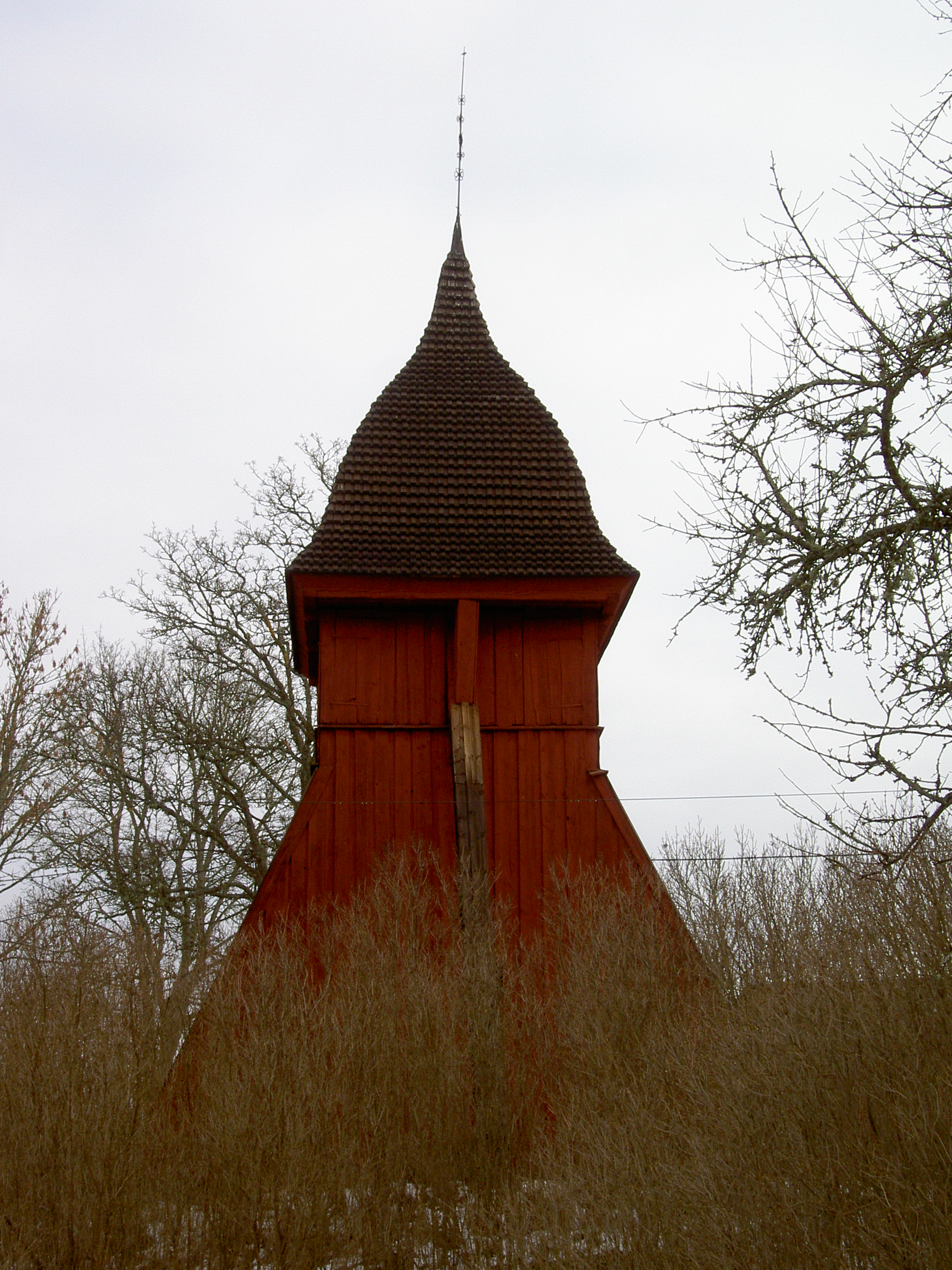
Klockstapel

## Omgivning
På en kulle norr om kyrkan står en rödmålad klockstapel av trä som är ombyggd 1634. Nuvarande huv tillkom vid början av 1700-talet då stapeln fick sitt nuvarande utseende. Storklockan blev omgjuten 1840 och lillklockan blev omgjuten 1754. Kyrkogården omges av en bogårdsmur av gråsten. Ingångar finns i murens västra och norra sida. I murens södra sida fanns tidigare en stiglucka som numera är riven.

### Webbkällor
- Upplandia.se - En site om Uppland
- Stockholms läns museum
- Svenska kyrkan i Sigtuna